# Stäppdådra
Stäppdådra (Alyssum desertorum) är en korsblommig växtart som beskrevs av Otto Stapf. Enligt Catalogue of Life ingår Stäppdådra i släktet stenörter och familjen korsblommiga växter, men enligt Dyntaxa är tillhörigheten istället släktet stenörter och familjen korsblommiga växter. Arten förekommer tillfälligt i Sverige, men reproducerar sig inte. Inga underarter finns listade i Catalogue of Life.

## Bildgalleri

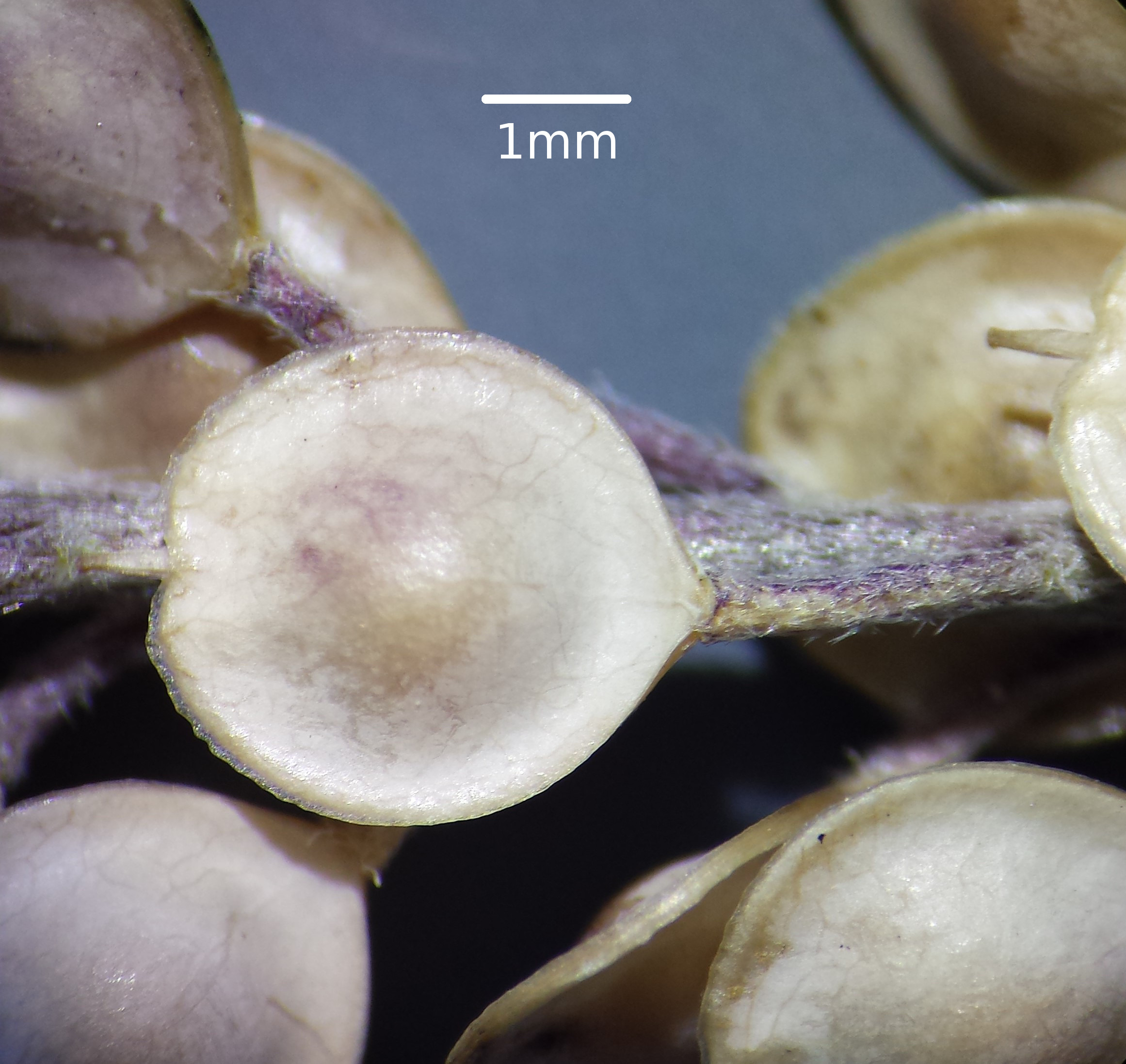
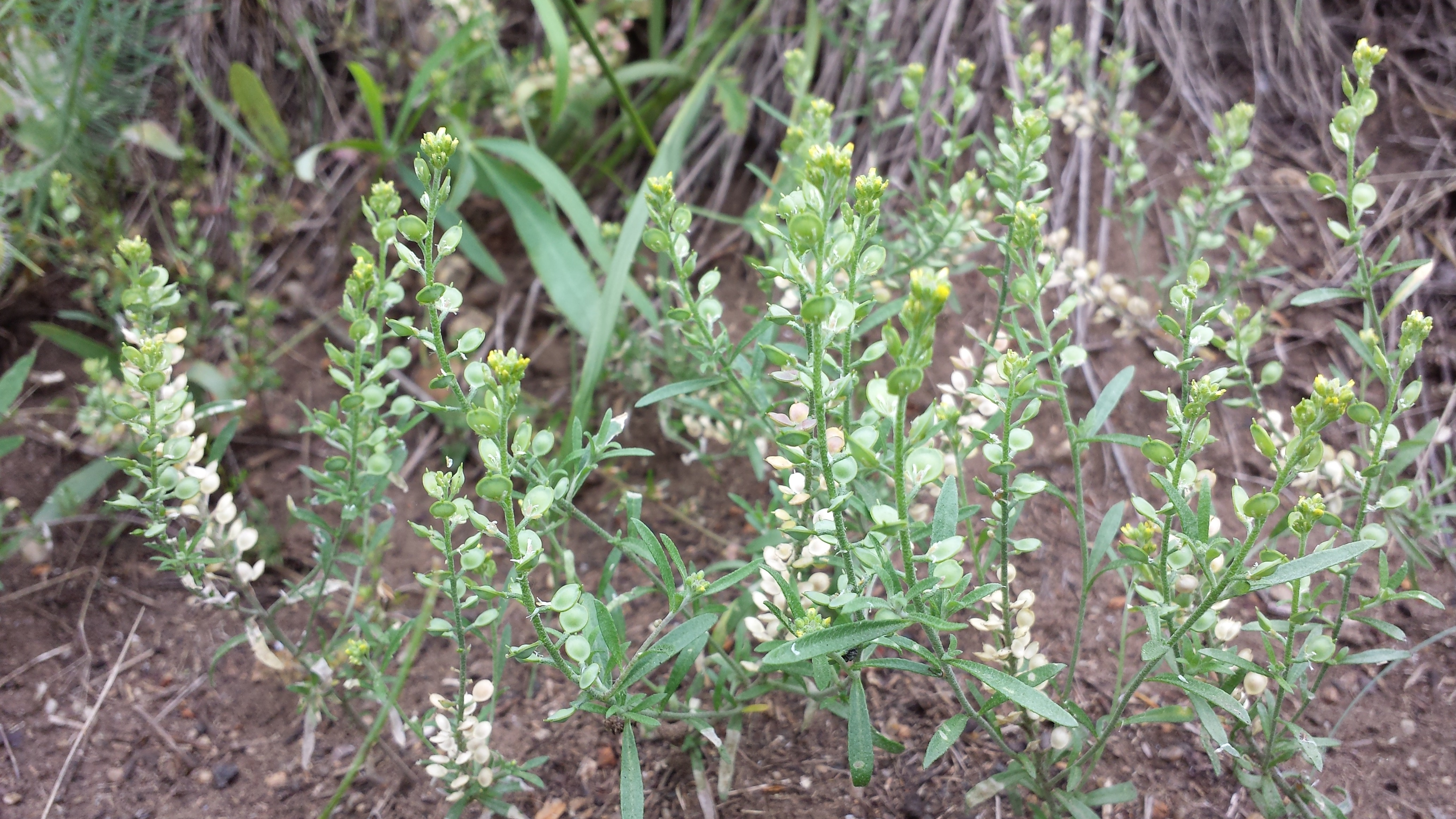
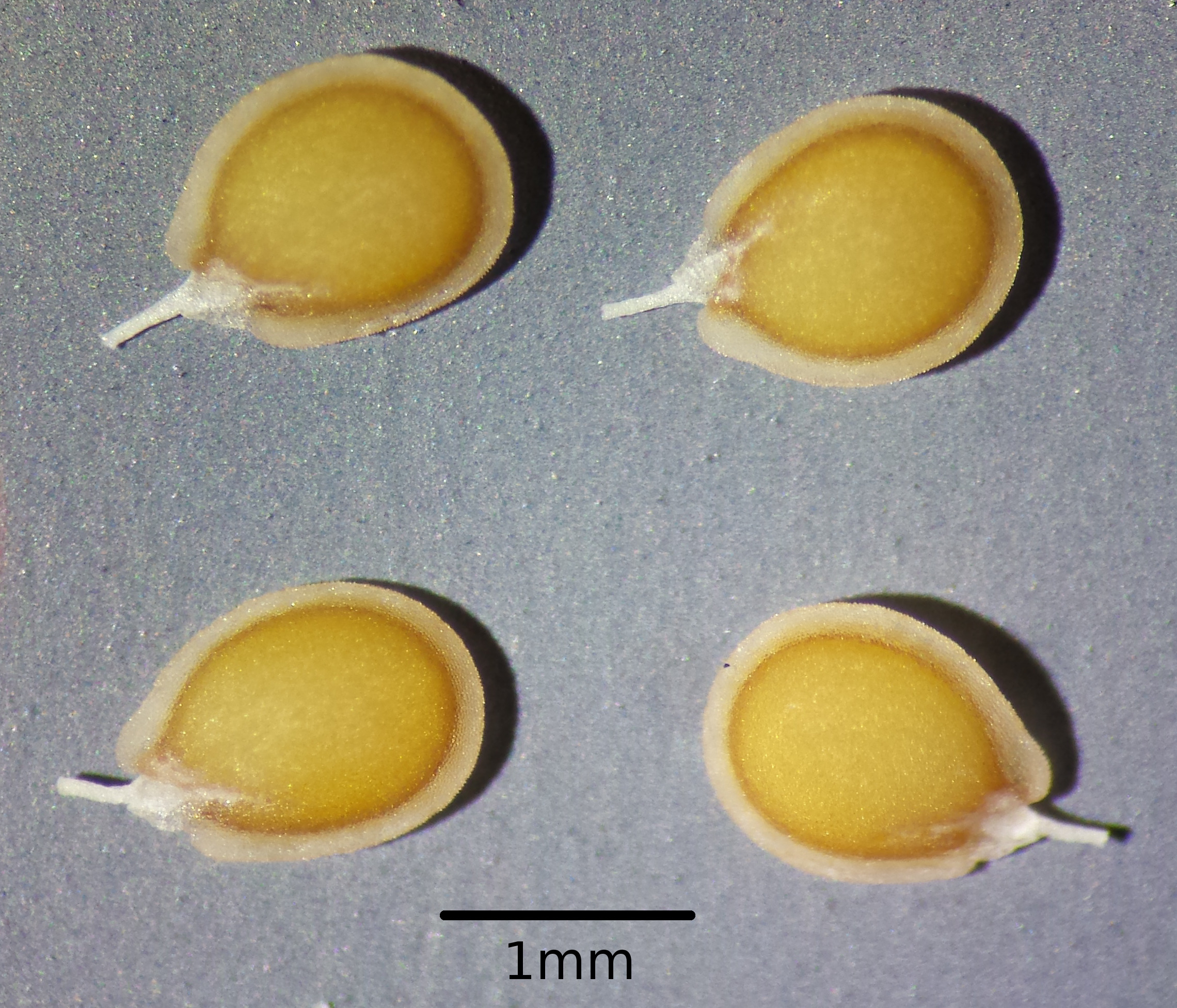
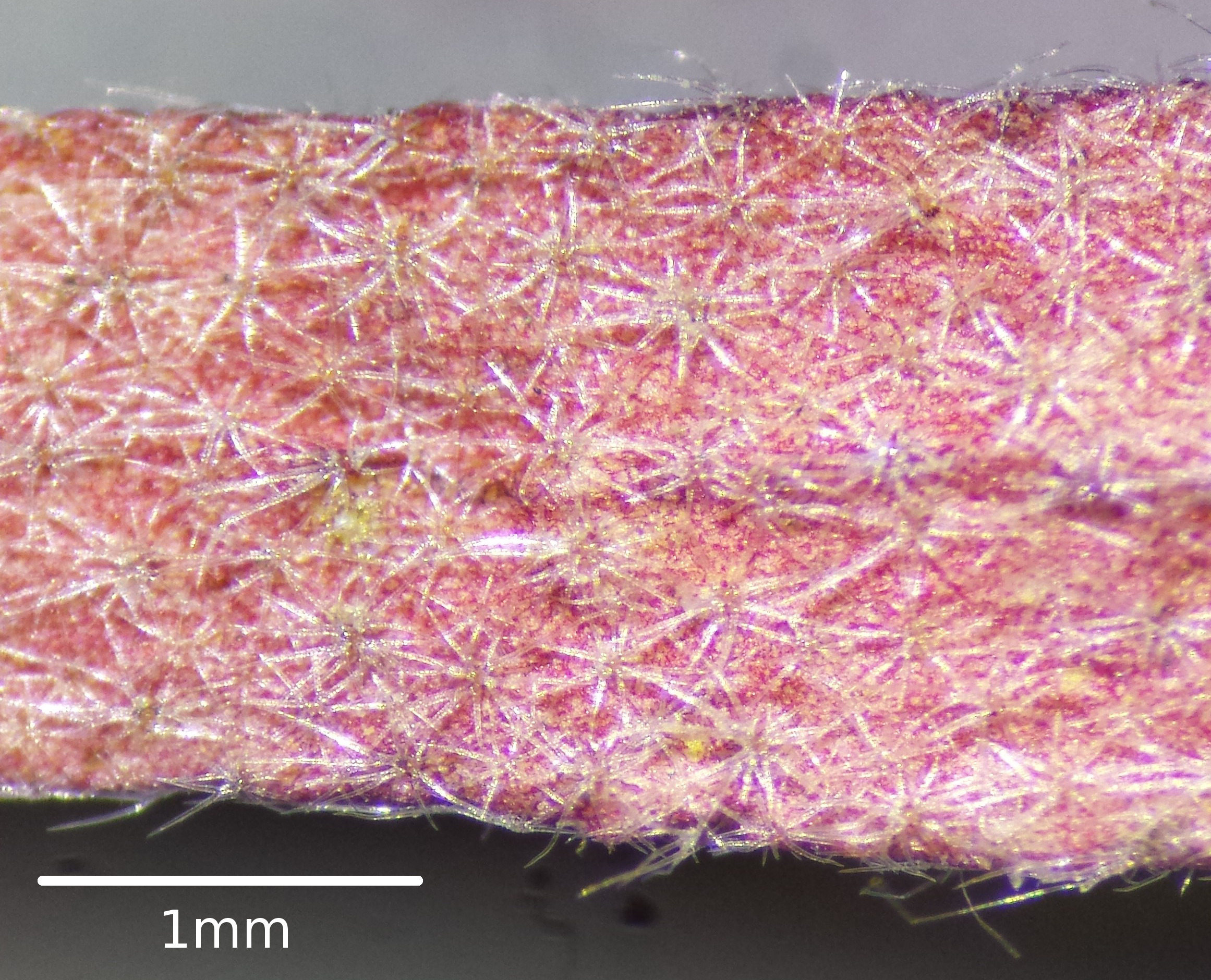
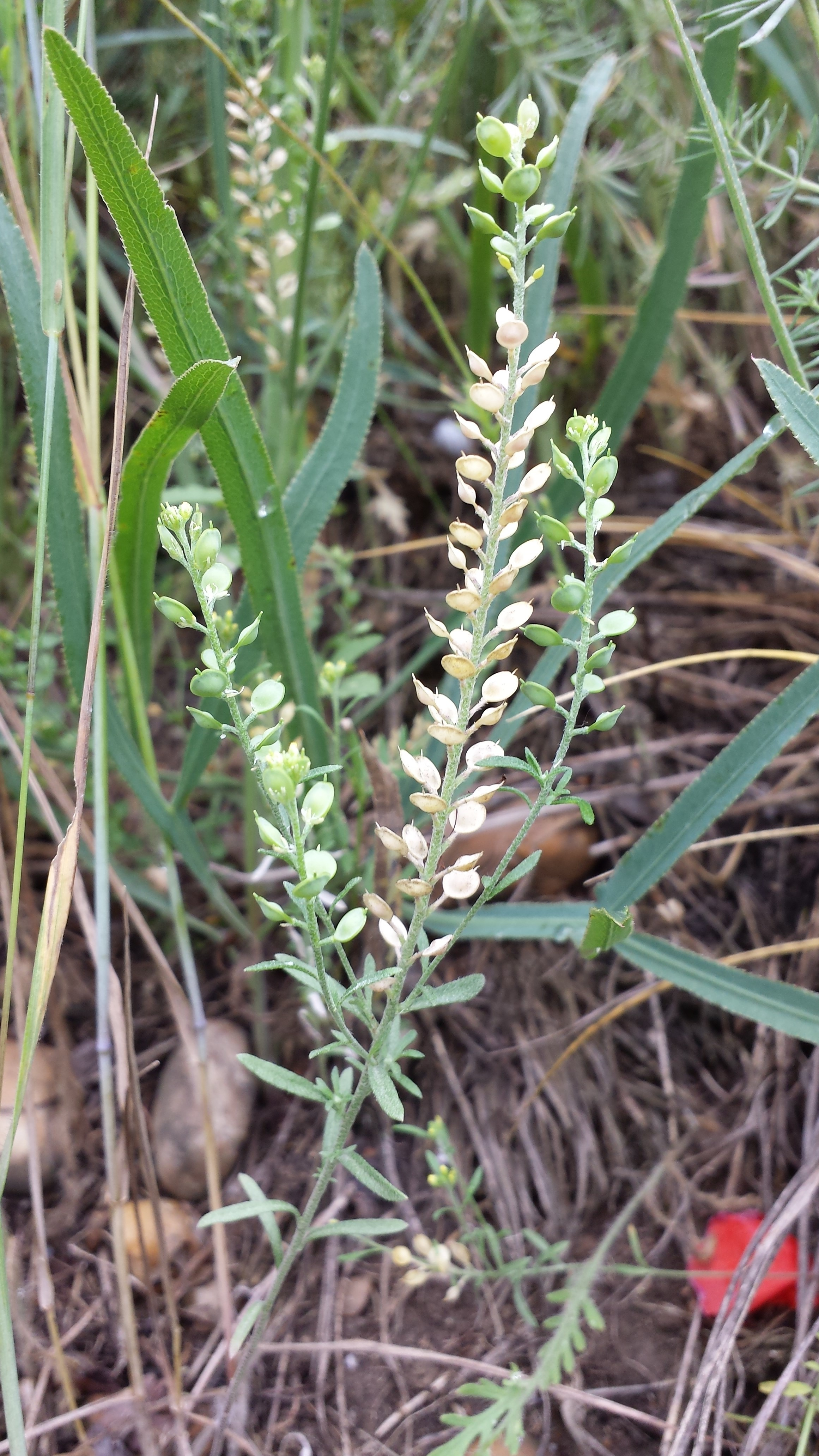
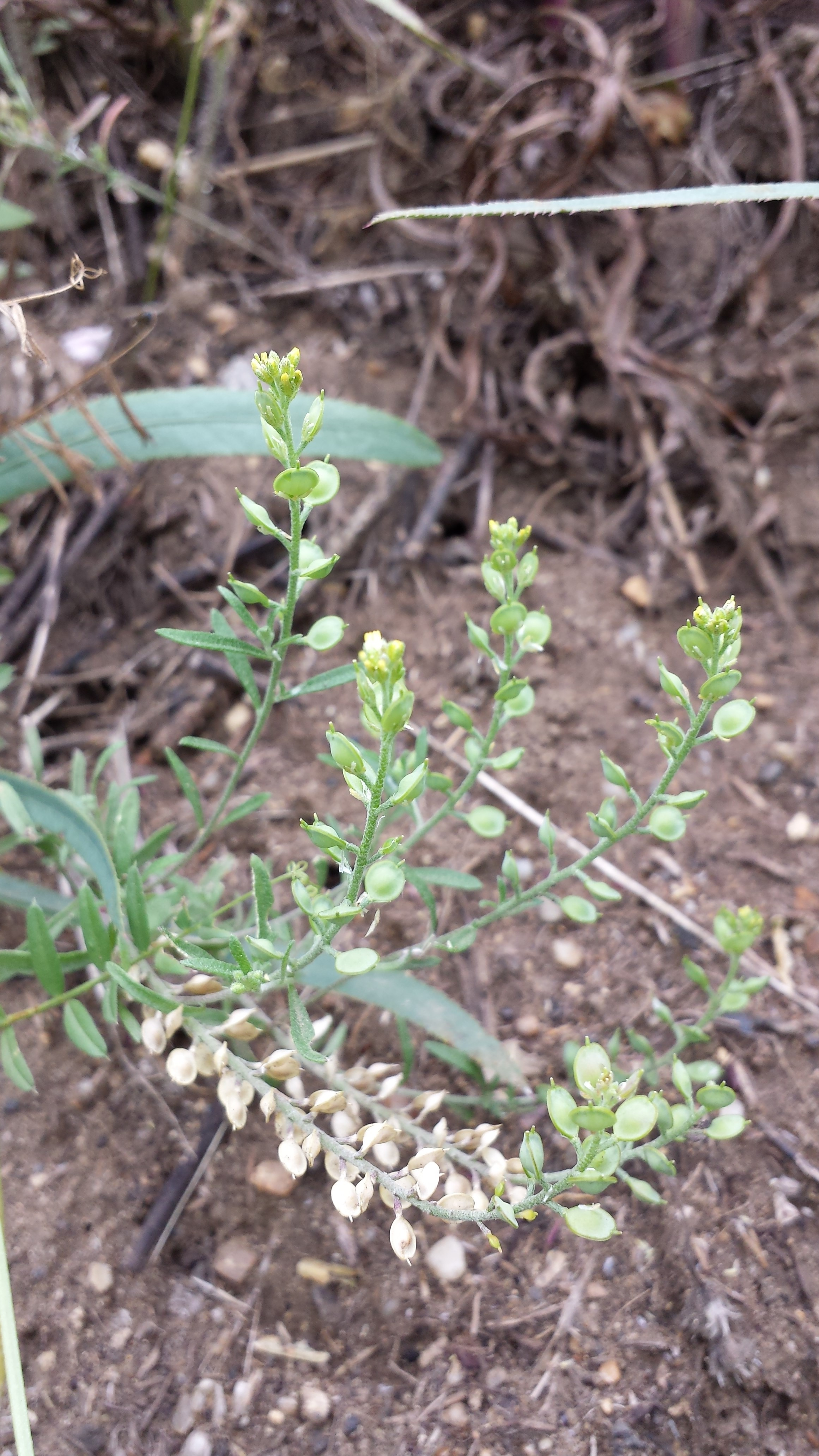